# Faculdade Boas Novas
A Faculdade Boas Novas de Ciências Teológicas, Sociais e Biotecnológicas, ou apenas Faculdade Boas Novas, é uma instituição privada de ensino superior brasileira sediada em Manaus, Amazonas. Está ligada a Igreja Evangélica Assembleia de Deus no Amazonas (IEADAM).

## História
A origem da Faculdade Boas Novas está no Instituto Bíblico da Assembleia de Deus no Amazonas (IBADAM), fundado em 1979, que tem oferecido o curso Livre de Teologia para mais de dois mil alunos, principalmente da Igreja Evangélica Assembleia de Deus no Amazonas (IEADAM). A Faculdade Boas Novas foi iniciada então como uma instituição de ensino superior, credenciada inicialmente para a oferta do curso de Ciências Teológicas, sendo o primeiro curso na área teológica reconhecido na Região Norte. A atuação do  Deputado Federal Silas Câmara, representante da IEADAM no Congresso Nacional do Brasil, foi essencial para a liberação da faculdade. Recebeu sua portaria de credenciado do Ministério da Educação em 11 de janeiro de 2005.
O campus da faculdade está localizado no complexo anexo ao Centro de Convenções Canaã, no bairro do Japiim, onde também estão sediadas a Boas Novas Amazonas e a Congregação Canaã da IEADAM.

## Administração e Cursos
A Faculdade Boas Novas tem o IBADAM como sua instituição mantenedora, sendo presidida pelo Pastor Jonatas Câmara, também presidente da IEADAM, e com a Prof. Maria José Costa Lima como Diretora Geral da instituição.
Os cursos de graduação oferecidos pela FBN são:
- Administração;
- Ciências Contábeis;
- Ciências Teológicas/Ciências da Religião;
- Direito;
- Jornalismo;
- Pedagogia;
- Psicologia;
- Teologia EAD.

Também oferece cursos de especialização em Administração, Educação, Ciências Teológicas, Comunicação Social, Direito e História. Seus cursos EAD já receberam nota 5 do MEC, junto com a Faculdade Metropolitana de Manaus.